# Argyrostrotis diffundens
Argyrostrotis diffundens là một loài bướm đêm trong họ Erebidae.

## Hình ảnh

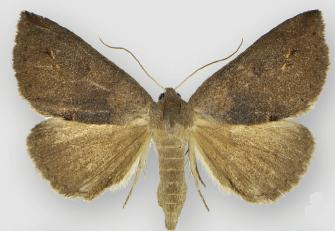